# 마항역
마항역(Mahang station, 馬項驛)은 전라남도 담양군 봉산면 제월리에 있었던 철도역이다. 현재 흔적이 거의 남아 있지 않다. 지금의 마항리 버스정류소 부근에 위치해 있었다.

## 연혁
- 1922년 12월 1일 : 배치간이역으로 영업 개시[1]
- 1944년 6월 15일 : 폐지[2]